# حيوانات في الفضاء

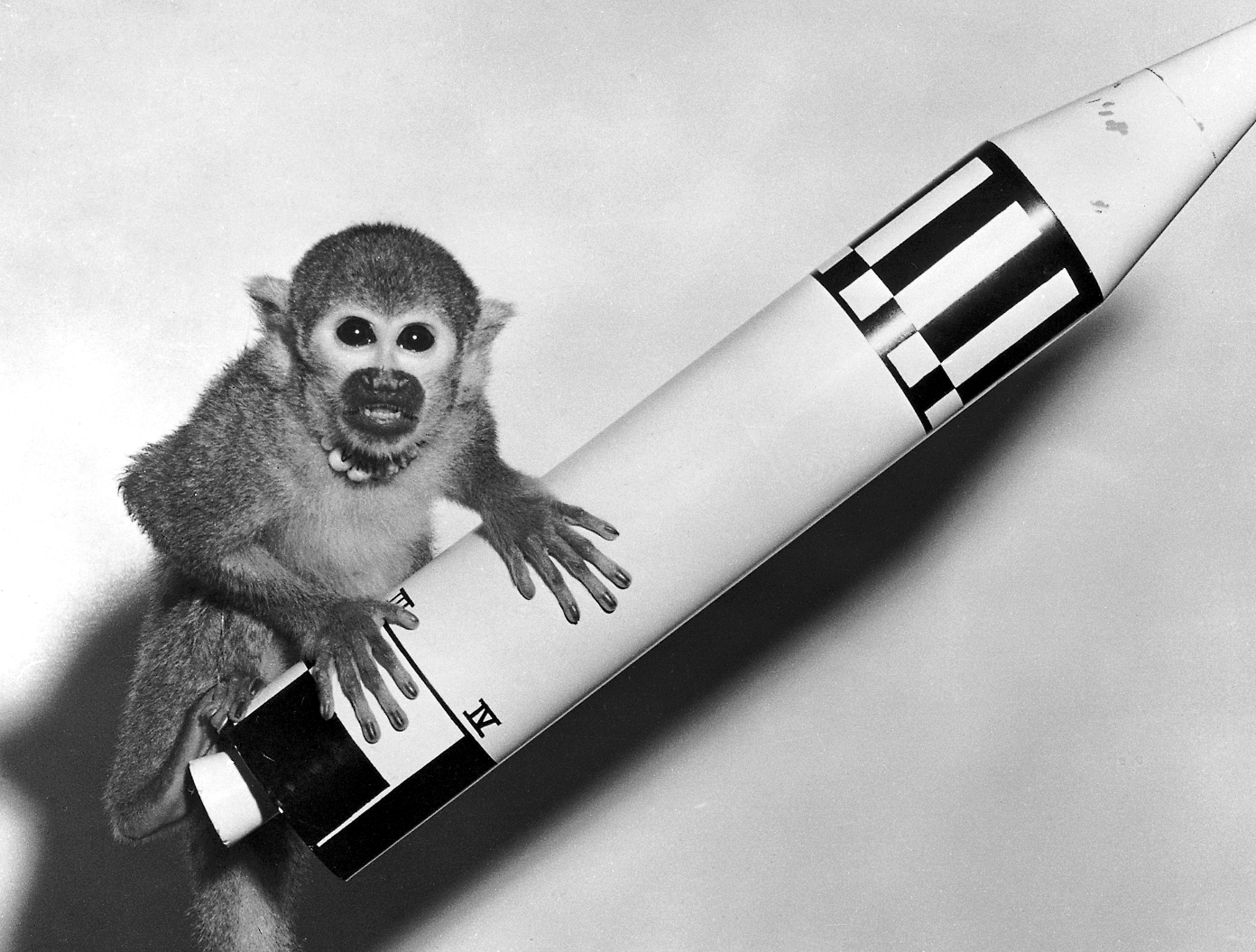
قرد الفضاء "بيكر" صعد إلى الفضاء على متن مركبة جوبيتر آي آر بي إم في عام 1959.

حيوانات في الفضاء قبل صعود البشر إلى الفضاء، كانت إحدى النظريات السائدة حول مخاطر رحلات الفضاء أن البشر قد لا يتمكنون من البقاء على قيد الحياة نتيجة التعرض المطول لإنعدام الوزن. لعدة سنوات كانت هناك نقاشات جادة بين العلماء حول تأثيرات انعدام الوزن. استخدم العلماء الأمريكان والروس الحيوانات (أساسا القرود والشمبانزي والكلاب) من أجل اختبار قدرة كل بلد على إطلاق كائن حي إلى الفضاء وإعادته حيا وغير مصاب بأذى. حتى يومنا هذا تمكنت 7 بلدان من إرسال حيوانات إلى الفضاء وهي: الإتحاد السوفيتي، الولايات المتحدة، فرنسا، الأرجنتين، الصين، اليابان وإيران.
تم إرسال مجموعة متنوعة من الحيوانات إلى الفضاء، من ضمنهم: القرود، الكلاب، والحشرات. أطلقت الولايات المتحدة عدة رحلات فضائية تحتوي على قرود بين سنتي 1948-1961 ورحلتين في عامي 1969 و 1985. أطلقت فرنسا رحلتين على متنهما قرود في عام 1967. الإتحاد السوفيتي وروسيا أطلقا عدة رحلات على متنها قرود بين عامي 1983 و 1996، استخدم برنامج الفضاء السوفيتي عددا من الكلاب في رحلات فضاء مدارية وشبه مدارية.

## عقد 1940

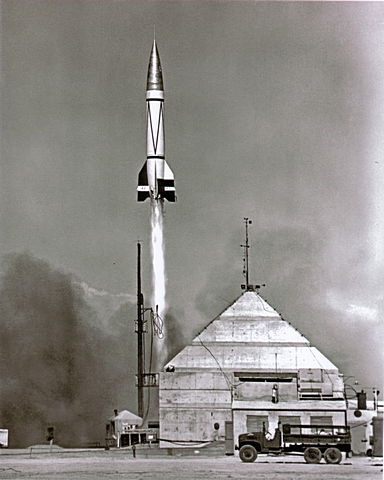
الإطلاق رقم 47 لصاروخ في-2 حمل على متنه القرد ألبرت الثاني إلى الفضاء.

أول الحيوانات التي أُرسلت إلى الفضاء كانت ذبابة الفاكهة أطلقتها الولايات المتحدة يوم 20 فبراير 1947 على متن صاروخ في-2. وكان هدف التجربة إستكشاف آثار التعرض للإشعاع على ارتفاعات عالية. بلغ الصاروخ ارتفاع 109 كيلومتر في غضون 3 دقائق و 10 ثواني، متجاوزا بذلك خط كارمان. قُذفت الكبسولة ونجحت في نشر مظلتها، وعثر على الذبابة حية.
ألبرت الثاني قرد هندي صغير، أصبح أول قرد في الفضاء يوم 14 يونيو 1949 بعد فشل مهمة ألبرت الأول في الصعود. وصل ألبرت الأول لارتفاع 48-63 كيلومتر، بينما بلغ ألبرت الثاني ارتفاع 134 كيلومتر. توفي ألبرت الثاني نتيجة الاصطدام بعد فشل المظلة في الافتتاح. قرود عديدة من أنواع مختلفة أطلقت إلى الفضاء بواسطة الولايات المتحدة بين عقدي 1950 و 1960. وزودت القرود بأجهزة إستشعار لقياس الإشارات الحيوية، والعديد منها كانت تحت التخدير أثناء الإطلاق. معدل وفيات القرود في هذه المرحلة كان عاليا جدا: حوالي ثلثي جميع القرود التي أطلقت بين عقدي 1940 و 1950 توفيت أثناء المهمة أو بعد لحظات من الهبوط.

## عقد 1950
في 31 آب 1950، أطلقت الولايات المتحدة فأر إلى الفضاء (137 كم) على متن V2 (الرحلة ألبرت V، والتي كانت على عكس رحلات ألبرت I-IV ، لكنها لم تملك قرد)، لكن تحطم الصاروخ بسبب عطل نظام المظلة. أطلقت الولايات المتحدة العديد من الفئران الأخرى في عام 1950م.
في 22 يوليو 1951، أطلق الاتحاد السوفييتي رحلة R-1 IIIA-1, تحمل كلاب تسجن (بالروسية: Цыган، "الغجر") و ديزاك (بالروسية: Дезик) في الفضاء، ولكنها ليست في المدار. وكان هذين الكلبين أول الكائنات الحيه في الأعلى التي تم استردادها بنجاح في الرحلة الفضائية. وفي وقت لاحق أطلقت الولايات المتحدة فئران على متن مركبة فضائية في ذلك العام، ومع ذلك فأنها لم تصل إلى الارتفاع الحقيقي لرحلة الفضائية
بتاريخ 3 نوفمبر 1957، قامت مركبة فضائية ثانية بدوران أول حيوان حول المدار، و أطلق الكلب لايكا على متن مركبة فضائية سوفيتية سبوتنك 2 (الملقب با ماتنك في الغرب). وقد مات لايكا أثناء تلك الرحلة، لان التكنولوجيا لم يتم تطويرها لتعود من المدار كما كانت تهدف. أطلقت ما لا يقل عن 10 كلاب أخرى في المدار والعديد من الآخرين في رحلات شبه مدارية قبل تاريخ التاريخي 12 أبريل 1961، عندما أصبح يوري غاغارين أول إنسان يصل إلى الفضاء.
في 13 ديسمبر 1958، المشتري IRBM، AM-13،انطلقت من كيب كانافيربول بولاية فلوريدا، سنجاب القرد الأمريكي يسمى غوردو على متن مركبة فضائية. فشلت الخمطاء من استعادة المظلة المعطله و فقد غوردو. إعادة إرسال بيانات القياس عن بعد خلال الرحلة واظهرت ذلك، نجا القرد على 10غرام من إطلاقه, و8 دقائق من انعدام الوزن و40غرام من الوصول إلى 10,000 ميل في الساعة. وغرقت الخمطاء 1,302 ميل بحري (2411 كم), أسفل نطاق كيب كانافيرال، ولم يتم استردادها.
أصبحت القرود ابل و بيكر أول القرود اللدان بقيا حيا في الرحلة فضائية بعد رحلة 1959. في 28 مايو 1959، وعلى متن كوكب المشتري IRBM AM-18، كان القرد الهندي أمريكي المولد يزن 7 رطل (3.18 كيلوجرام) , ابل، 11 ونصفه (310 غرام) و قرد السنجاب من بيرو و بيكر. ركب القرود صاروخ إلى ارتفاع 360 ميلا (579 كم) وعلى مسافة 1700 ميل (2735 كم) أسفل المدى الصاروخي الأطلسي من كيب كانافيرال بولاية فلوريدا. قاومت هجمات الجذب الطبيعي الجاذبة لمدة 38 من الوقت وكان انعدام الوزن لمدة 9 دقائق. وتم الوصول إلى السرعة القصوى التي بلغت 10,000 ميل في الساعة (16,000 كم / ساعة) من 16 دقيقة أثناء الرحلة. نجت القرود الرحلة وكانت حالتها جيدة.بعد أربع أيام من الرحلة توفي ابل اثر التخدير، في حين خضع لجراحه طبية لإزالة القطب الكهربائي. وعاش بيكر حتى 29 وحدة نوفمبر 1984، في الفضاء والصواريخ المركزية الأمريكية في هانتسفيل بولاية ألاباما.
في 2 يوليو 1959، إطلاق صاروخ السوفياتي R2 ، والتي بلغ ارتفاعه 212 كيلومترا (132 ميل)، حملت كلبين و مارفس للفضاء، الارنب الأول الذاهب إلى الفضاء. .
سبتمبر 1959 , المشتري AM-23، تم إطلاق ضفدعين جنبا إلى جنب مع 12 فأرا ولكن تم تدمير الصاروخ أثناء إطلاقه.

## عقد 1960
في 19 أغسطس 1960 أطلقت روسيا مركبة سبوتنيك 5 (المعروفة أيضا باسم كوربل-سبوتنيك 2) التي حملت على متنها الكلبين بيلكا وستريلكا، إلى جانب أرنب رمادي و 40 فأرا وجرذين، و 15 قارورة من ذباب الفاكهة والنباتات. وكانت أول مركبة فضائية تنقل الحيوانات إلى مدار و تعيدهم على قيد الحياة إلى الأرض. إحدى جراء ستريلكا تدعى باشنكا، كانت قد ولت بعد تلك المهمة قُدمت كهدية لكارولين كنيدي بواسطة نيكيتا خروتشوف في عام 1961، والعديد من سلالاتها مازالت موجودة.
أرسلت الولايات المتحدة 3 فئران سوداء (سالي و ايمي و مو) على ارتفاع 1,000 كم وحتى مسافة 8,000 كم من كيب كانافيرال في 13 أكتوبر 1960 باستخدام مركبة الإطلاق أطلس D 71D. تم استرجاع الفئران من المركبة قرب جزيرة أسينشين وقيل أنها كانت بحالة جيدة.
في 31 يناير 1961 أُطلق هام الشمبانزي في كبسولة ميركوري على متن الصاروخ ريدستون. سميت مهمته باسم ميركوري-ريدستون 2. وقد تم تدريب الشمبانزي على سحب المقابض لتلقي المكافآت (كرات الموز) وتجنب الضربات الكهربائية. أثبتت رحلته القدرة على أداء مهام أثناء رحلة الفضاء. بعدها بثلاثة أشهر أرسلت الولايات المتحدة آلان شيبرد إلى الفضاء. إينوس الشمبانزي أصبح أول شمبانزي يدور في مدار وذلك يوم 29 نوفمبر 1961 على متن كبسولة ميركوري وصاروخ أطلس.
في 9 مارس 1961 أطلق الاتحاد السوفيتي مركبة كوربل-سبوتنيك 4 التي حملت كلب يدعى شرناسكي، وبعض الفئران والضفادع، وخنزير غيني (لأول مرة إلى الفضاء). وتم استردادهم جميعا بنجاح.
في 18 أكتوبر 1963 أطلقت فرنسا القطة فيليسات على متن فيرونيك ايه جي آي صاروخ التجارب رقم 47. عملية الإطلاق كان تحت إدارة المركز الفرنسي لتعليم وأبحاث طب الفضاء. تم استعادة فيليسات على قيد الحياة بعد رحلة استمرت 15 دقيقة وهبطت بواسطة المظلة. تم زراعة أقطاب كهربائية في دماغ فيليسات والنبضات العصبية المسجلة نقلت إلى الأرض. قط ثاني أُرسل إلى الفضاء بواسطة المركز الفرنسي لتعليم وأبحاث طب الفضاء في 24 أكتوبر 1963، وكان هناك تأخير في استعادة الكبسولة، حيث عثر على القط ميتا عند استعادته.
أطلقت الصين الفئران والجرذان في عام 1964 و 1965، وكلبين في عام 1966.
وخلال برنامج فوسخد، أطلق الاتحاد السوفيتي كلبين في الفضاء، فيتروك (Ветерок، الرياح الخفيفة) واقلوك (Уголёк، بلاكي)، في 22 فبراير 1966، على متن كوزموس 110 واستمر 22 يوما في المدار قبل أن يهبط في 16 مارس اذار.
أطلقت الولايات المتحدة بايوستلت الأول في 1966 و بايوستلت الثاني في 1967 مع ذبابة الفاكهة، والدبابير الطفيلية وخنافس الطحين وبيض الضفادع بجانب البكتريا والأميبات والنباتات والفطريات.
11 أبريل عام 1967، أطلقت الأرجنتين الجرذ بيليساريو، على قمة صاروخ اوريون الثاني على امتداد قرطبة العسكرية، الذي تم استعادته بنجاح. تبعت هذه الرحلة سلسلة من الرحلات اللاحقة باستخدام الجرذان. وتكون غير واضحة ما إذا مرت الرحلات البيولوجية الأرجنتينية 100 كم لحد الفضاء.
تم إطلاق السلحفاة الأولى في الفضاء 14 سبتمبر 1968 من قبل الاتحاد السوفياتي. وأرسلت السلحفاة هورس فيلد في جوله بجانب ذباب النبيذ وديدان الوجبة والعينات البيولوجية الأخرى. وكانت هذه أول الحيوانات في عمق الفضاء. وكانت هذه أول الحيوانات في عمق الفضاء. تم استعادة الكبسولة في البحر يوم 21 سبتمبر ايلول.
أطلقت الولايات المتحدة القرد بوني، والمكاك، في عام 1969 في أول مهمه أوليه لعدة أيام، حيث كانت واحدة من أربع مهمات القرد للولايات المتحدة في 1960
المجموع في 1950م و 1960م، أطلق الاتحاد السوفييتي البعثات مع فتحات الركاب ل57 على الأقل الكلاب. العدد الفعلي للكلاب في الفضاء هو أصغر، لأن بعض الكلاب حلقت أكثر من مرة.
في 23 كانون الأول 1969، كجزء من 'Operación نافيداد "(عملية عيد الميلاد)، أطلقت الأرجنتين جون (قرد تساى، مسقط رأسه ميسيونس الأرجنتين) باستخدام صاروخ كانوب 2. صعد 82 كيلومترا ثم تم استعادته بنجاح. وفي وقت لاحق، في 1 فبراير، عام 1970 تكررت التجربة مع انثى القرد من نفس الفصيلة باستخدام X-1 صاروخ بانثر. وصلت إلى ارتفاع أعلى من سابقتها، ولكن قد فقدت ذلك بعد فشل مظلة الكبسولة.

## عقد 1970
طلقت ضفدعين في مهمه في اتجاه واحد على الاقمار الصناعية المدارية الضفدع اوتلث في 9 تشرين الثاني 1970، لفهم المزيد عن اعتلال حركة الفضاء
أبولو 16 في أبريل 1972 حملت الديدان الخيطية وأبولو 17، التي أطلقت في 7 ديسمبر 1972 حملت خمسة من فئران الجيب، على الرغم من واحد مات في تلك رحلة. سكايلاب 3 نفذت فئران الجيب والأسماك الأولى في الفضاء (سمك الممشوج)، والعناكب الأولى في الفضاء (حديقة العناكب اسمها ارابيلا وأنيتا). تم نقل سمك الممشوج أيضا من قبل الولايات المتحدة عن المهمة المشتركة أبولو-سويوز، أطلقت 15 يوليو 1975.
طار السوفييت لعدة مهمات برنامج بيون الذي يتألف من الأقمار الصناعية مع الشحنات البيولوجية. على هذه المهمة تطلق السلاحف والفئران وسمك الممشوج. على سويزو 20, تشريين الثاني 17, 1975, أطلقت مجموعه من السلاحف وكانت مدة التسجيل للحيوانات في الفضاء عندما مضت 90.5 أيام في الفضاء. ساليوت 5 في 22 يونيو عام 1976، نفذت السلاحف والأسماك (الحمار الوحشي دانيو).

## عقد 1980
أرسل الاتحاد السوفييتي ثمانية قرود إلى الفضاء خلال عقد 1980 على متن رحلات بيون. في عام 1985 أرسلت الولايات المتحدة اثنين من السعادين السنجابية على متن الرحلة إس تي إس-51-بي، بالإضافة إلى 24 جرذ و بيض حشرة عصوية. رحلات بيون قامت أيضا بإرسال الحيوانات التالية إلى الفضاء: دانيو مخطط، ذبابة الفاكهة، جرذان، و سمندر مائي أيبيري.
الرحلة بيون 7 كان على متنها سمندلات مائية قطعت أجزاء من أطرافها الأمامية، بهدف دراسة معدل التجدد الخلوي في الفضاء، وذلك لفهم تعافي البشر من إصابات الفضاء.
أرسلت أجنة الدجاج (بيض مخصب) إلى الفضاء في تجربة على متن الرحلة إس تي إس-29 في عام 1989، كانت التجربة مصممة لمسابقة الطلاب.

## عقد 1990
حلقت أربع قرود على متن آخر رحلات بيون للاتحاد السوفييتي وكذلك الضفادع وذبابة الفاكهة. حملت رحلات برنامج فوتون الأرتيميا الساكن (الأرتيميا فغانسيسن) وسمندل الماء وذبابة الفاكهة، والخنافس الصحراء الرملية (تريقنوسكلز قيقس).

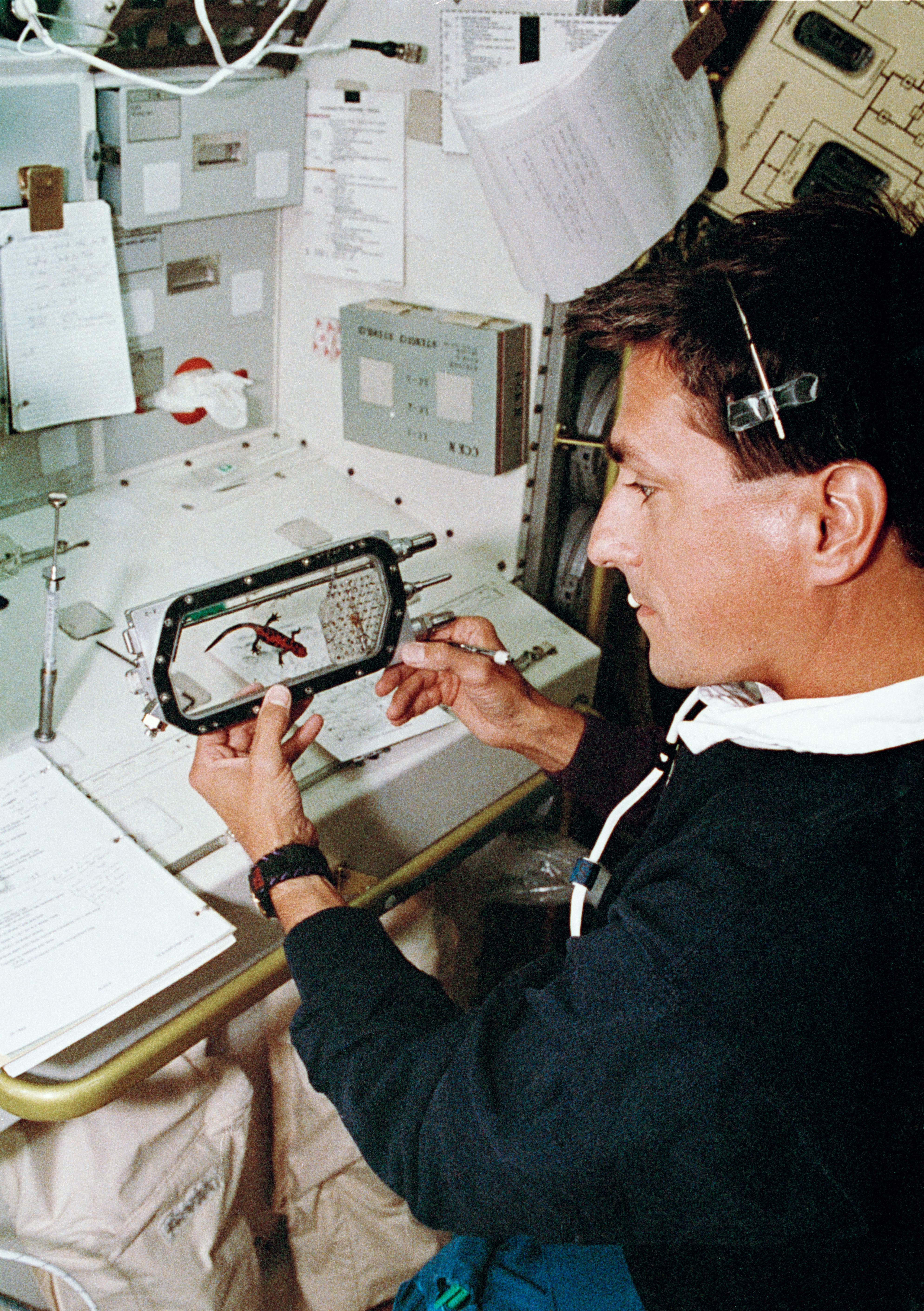
رائد فضاء دونالد توماس يدرس نيوت على مكوك الفضاء.

أطلقت الصين الخنازير الغينية في عام 1990.
تويوهيرو أكياما، قام صحفي ياباني بحمل شجرة الضفادع اليابانية معه خلال رحلته إلى المحطة الفضائية مير في ديسمبر 1990. أطلقت اليابان أول حيواناتها، وهي من فصيلة نيوت، إلى الفضاء في 18 مارس 1995 على متن وحده فلير الفضائية.
خلال 1990م قامت الولايات المتحدة بحمل الصراصير والفئران والجرذان والضفادع وسمندل الماء، ذبابة الفاكهة، القواقع، الشبوط، قطع السمك الدائرية، المحار، وسمكة التود، قنافذ البحر واسماك سواردتل وبيض عثة الغجر، وعصا بيض الحشرات، الأرتيميا (الأرتيميا سالينا)، بيض السمان، وقناديل البحر على متن مكوك الفضاء.